# 熊毛支廳
熊毛支廳是日本鹿兒島縣廳轄下之支廳，負責辦理熊毛地區之縣廳一般事務。
管轄範圍包括種子島、屋久島、口永良部島和馬毛島，其中在屋久島和口永良部島另設有事務所協助處理當地事務。此外，縣教育廳也在熊毛支廳辦公大樓內設有設有熊毛教育事務所。
轄區原本為大島支廳所管轄，設有種子島辦事處，直到1926年成立熊毛支廳。

## 支廳管轄區域
熊毛支廳下另設有一個事務所協助各離島地區之事務，支廳本身及事務所管轄區域如下：（括號內為支廳或事務所所在地）
- 熊毛支廳（西之表市） - 西之表市、中種子町、南種子町
- 屋久島事務所（屋久町） - 屋久島町

## 組織
- 支廳長
  - 次長
  - 總務企劃部
    - 總務企劃課
    - 縣稅課

  - 保健福祉環境部
    - 健康企劃課
    - 地域保健福祉課

  - 農林水產部
    - 農政普及課
    - 農村整備課
    - 林務水産課

  - 建設部
    - 建設課

  - 屋久島事務所
    - 總務課
    - 保健福祉環境課
    - 農林普及課
    - 建設課
- 縣教育廳関係
  - 熊毛教育事務所
    - 屋久島出張所

## 外部連結
- （日語）鹿兒島縣大島支廳官方網頁
- （日語）鹿兒島縣廳官方網頁